# 간재 전우 초상
간재 전우 초상(艮齋 田愚 肖像)은 조선시대 전우(1841-1922)의 정면관을 그린 초상화이다. 
2013년 10월 24일 대한민국 경상남도의 유형문화재 제540호로 지정되었다가, 2018년 12월 20일 현재의 명칭으로 변경되었다.

## 개요
이 작품은 견본 바탕에 간재 전우(1841-1922)의 정면관을 그린 초상화이다. 화문석 위에 앉은 정면관의 자세, 세필로 그린 안면 육리문의 묘사, 얼굴의 백광표현, 안면부는 극세필을 통한 명암을 강조한 반면 의복묘사에서는 담채와 담묵을 즐겨 사용한 점 등 석지 채용신의 화풍을 잘 드러내고 있다. 특히 화문석의 문양과 바라보는 시점이 정면관을 하고 있는 특징은 1920년을 기점으로 이전과 이후의 시기를 알 수 있는 중요한 요소인데 정면관의 시점인 간재의 영정은 이를 알 수 있는 하나의 기준작이다.

## 같이 보기
- 전우

## 참고 자료
- 간재 전우 초상화 - 국가유산청 국가유산포털